# Eumerus alajensis
Eumerus alajensis är en tvåvingeart som beskrevs av Peck 1966. Eumerus alajensis ingår i släktet månblomflugor, och familjen blomflugor. Inga underarter finns listade i Catalogue of Life.